# Wim Raymaekers
Wim Raymaekers (Hasselt, 4 april 1985) is een Belgisch voetbalcoach en voormalig voetballer.

## Spelerscarrière
Raymaekers begon zijn carrière bij KRC Genk, maar omdat hij hier geen speelkansen kreeg, verkaste hij in 2005 voor twee seizoenen naar het Nederlandse FC Den Bosch. Daarna keerde hij terug naar België om in Tweede Klasse achtereenvolgens aan de slag te gaan bij KVSK United Overpelt-Lommel, Red Star Waasland en OH Leuven. Bij deze laatste club zorgde hij mee voor de titel en de bijbehorende promotie naar de hoogste afdeling van het Belgische voetbal en werd ook verkozen tot beste centrale verdediger van de reeks. Op 11 februari 2012 maakte Raymaekers zijn eerste doelpunt in Eerste Klasse in de met 1-3 gewonnen wedstrijd op het veld van KVC Westerlo.
In 2014 tekende Raymaekers bij Delhi Dynamos FC, de club uit de nagelnieuwe Indian Super League waar met Harm van Veldhoven een Belgische coach actief was. Hij speelde er samen met onder andere Kristof Van Hout, Alessandro Del Piero en Mads Junker. Op de derde competitiespeeldag opende Raymaekers zijn doelpuntenrekening voor Delhi Dynamos: tegen het Chennaiyin FC van trainer Marco Materazzi opende hij na 53 seconden de score met een knal van buiten het strafschopgebied die in de winkelhaak belandde. Delhi Dynamos kwam in het debuutseizoen van de Indian Super League uiteindelijk één punt te kort om zich te plaatsen voor de play-offs. 
Na zijn Indiaas avontuur bleef Raymaekers een tijdje zonder club. In mei 2016 vond de 31-jarige verdediger, die inmiddels als vertegenwoordiger in de farmaceutische wereld aan de slag was gegaan, met Zonhoven VV een nieuwe club.

## Clubstatistieken
| Seizoen        | Club                        | Competitie     | Competitie | Competitie | Play-off I | Play-off I | Play-off II | Play-off II | Play-off III / Eindr. | Play-off III / Eindr. | Beker | Beker | Europees | Europees | Totaal | Totaal |
| Seizoen        | Club                        | Competitie     | Wed.       | Dlp.       | Wed.       | Dlp.       | Wed.        | Dlp.        | Wed.                  | Dlp.                  | Wed.  | Dlp.  | Wed.     | Dlp.     | Wed.   | Dlp.   |
| -------------- | --------------------------- | -------------- | ---------- | ---------- | ---------- | ---------- | ----------- | ----------- | --------------------- | --------------------- | ----- | ----- | -------- | -------- | ------ | ------ |
| 2003/04        | KRC Genk                    | Eerste Klasse  | 000        | 0          | nvt        | nvt        | nvt         | nvt         | nvt                   | nvt                   | 0     | 0     | --       | --       | 000    | 0      |
| 2004/05        | KRC Genk                    | Eerste Klasse  | 000        | 0          | nvt        | nvt        | nvt         | nvt         | 0                     | 0                     | 0     | 0     | 0        | 0        | 000    | 0      |
| 2005/06        | FC Den Bosch                | Eerste Divisie | 031        | 1          | nvt        | nvt        | nvt         | nvt         | --                    | --                    | 0     | 0     | --       | --       | 031    | 1      |
| 2006/07        | FC Den Bosch                | Eerste Divisie | 018        | 0          | nvt        | nvt        | nvt         | nvt         | 0                     | 0                     | 1     | 0     | --       | --       | 019    | 0      |
| 2007/08        | KVSK United Overpelt-Lommel | Tweede Klasse  | 033        | 1          | nvt        | nvt        | nvt         | nvt         | 2                     | 0                     | 3     | 0     | --       | --       | 038    | 1      |
| 2008/09        | KVSK United Overpelt-Lommel | Tweede Klasse  | 009        | 0          | nvt        | nvt        | nvt         | nvt         | --                    | --                    | 0     | 0     | --       | --       | 009    | 0      |
| 2009/10        | Red Star Waasland           | Tweede Klasse  | 031        | 1          | nvt        | nvt        | nvt         | nvt         | --                    | --                    | 1     | 0     | --       | --       | 032    | 1      |
| 2010/11        | Oud-Heverlee Leuven         | Tweede Klasse  | 033        | 2          | nvt        | nvt        | nvt         | nvt         | --                    | --                    | 2     | 0     | --       | --       | 035    | 2      |
| 2011/12        | Oud-Heverlee Leuven         | Eerste klasse  | 025        | 1          | --         | --         | 5           | 0           | --                    | --                    | 0     | 0     | --       | --       | 030    | 1      |
| 2012/13        | Oud-Heverlee Leuven         | Eerste klasse  | 010        | 1          | --         | --         | --          | --          | --                    | --                    | 0     | 0     | --       | --       | 010    | 1      |
| Carrièretotaal | Carrièretotaal              | Carrièretotaal | 190        | 7          | 0          | 0          | 5           | 0           | 2                     | 0                     | 7     | 0     | 0        | 0        | 204    | 7      |

## Trainerscarrière
In januari 2020 leek Raymaekers de nieuwe hoofdtrainer te gaan worden van MD Halen, maar uiteindelijk werd hij er T2 onder de nieuwe trainer Gunter Mertens. In 2021 werd hij assistent-trainer bij KVK Wellen onder zijn ex-ploegmaat Maxime Annys.
In december 2021 raakte bekend dat Raymaekers vanaf januari aan de slag zou gaan als hoofdtrainer van reeksgenoot Weerstand Koersel. De club had op dat moment nog maar één punt gesprokkeld in de Derde afdeling. Op 29 januari 2022 hervatte Koersel de competitie met een 2-1-zege tegen KFC De Kempen. Koersel won dat seizoen enkel nog tegen KVK Wellen en KAC Betekom en eindigde met elf punten.
In het seizoen 2022/23 schakelde Weerstand Koersel in de Beker van België met FC Lebbeke en SV Belisia Bilzen twee clubs uit de Tweede afdeling uit. Het bekeravontuur eindigde met een 1-5-nederlaag tegen eerstenationaler Rupel Boom in de vierde ronde. In de competitie bleef Weerstand Koersel, dat vooraf bestempeld werd als een van de titelfavorieten, tot op de laatste speeldag in de running voor een eindrondeticket. Op de slotspeeldag won Weerstand Koersel bij SV Herkol Neerpelt, maar won KFC Eksel ook bij kampioen KVV Zepperen-Brustem, waardoor de tweepuntenkloof niet meer gedicht werd. Weerstand Koersel had zich tijdens de winter van 2023 versterkt met Alessandro Cerigioni, die destijds bij Oud-Heverlee Leuven nog de kleedkamer had gedeeld met Raymaekers.